# Саут-Хеник
Саут-Хеник (англ. South Henik Lake) — озеро на территории Нунавут в Канаде.
Расположено в юго-восточной части территории Нунавут. Одно из больших озёр Канады — общая площадь — 513 км². Высота над уровнем моря 184 метра.
С северной частью озера узкой протокой связано озеро Норт-Хеник, площадью 245 км², лежащее чуть северо-западней. Сток на юг в озеро Роузблейд (Roseblade Lake), далее на юго-восток через озёра Таолинтоа (Thaolintoa Lake) и Хайд (Hyde Lake), реку Та-Анн в Гудзонов залив.